# Whitesville (Kentucky)
Whitesville es una ciudad ubicada en el condado de Daviess en el estado estadounidense de Kentucky. En el Censo de 2010 tenía una población de 552 habitantes y una densidad poblacional de 508,66 personas por km².

## Geografía
Whitesville se encuentra ubicada en las coordenadas 37°40′59″N 86°52′11″O / 37.68306, -86.86972. Según la Oficina del Censo de los Estados Unidos, Whitesville tiene una superficie total de 1.09 km², de la cual 1.08 km² corresponden a tierra firme y (0.24%) 0 km² es agua.

## Demografía
Según el censo de 2010, había 552 personas residiendo en Whitesville. La densidad de población era de 508,66 hab./km². De los 552 habitantes, Whitesville estaba compuesto por el 97.1% blancos, el 0.54% eran afroamericanos, el 0% eran amerindios, el 0% eran asiáticos, el 0% eran isleños del Pacífico, el 0.36% eran de otras razas y el 1.99% pertenecían a dos o más razas. Del total de la población el 2.72% eran hispanos o latinos de cualquier raza.